# Казанская церковь (Смольково)
Храм Казанской иконы Божией Матери — приходская церковь в селе Смольково Ульяновской области, Барышской епархии Симбирской митрополии Русской православной церкви.
Памятник градостроительства и архитектуры РФ.

## История
Храм каменный, без колокольни, построен в 1809 году помещиком Петром Дмитриевичем Самариным, обнесён деревянной оградой; престолов в нём три: главный — в честь Казанской иконы Божией Матери и в приделах: в одном — во имя преподобных Антония и Феодосия Печерских, чудотворцев и в другом — во имя преподобного Феодосия, Тотемского чудотворца.
В 1930-е годы храм был закрыт. В советское время здание церкви использовалось под различные хозяйственные нужды местного колхоза. В 1990-е годы церковь пустовала и разрушалась. С начала 2000-х годов верующими предпринимаются попытки восстановления и реставрации храма.
В настоящее время памятник архитектуры находится в бесхозяйном состоянии. Необходимы работы по консервации.
Решением Исполнительного комитета Ульяновского областного Совета народных депутатов «О мерах по улучшению работы по охране памятников истории и культуры в Ульяновской области» № 79 от 12.02.1990 года Казанская церковь признана памятником градостроительства и архитектуры регионального значения.

## Описание
Каменный оштукатуренный храм-ротонда расположен на возвышенном месте в центре села. Впечатляет композиция фасадов с чётким совпадением осей окон и входов в разных уровнях. Окна второго света круглой формы с восьмиклинной ложной расстекловкой, основные окна прямоугольные с шестичастной расстекловкой. Двери прямоугольные филенчатые с ромбовидными накладками и круглыми розетками на них. Северный вход оформляет строгий портал с гладкими лопатками и полочными сандриками. Треугольные завершения над входами утрачены. Над храмом чашеобразная глава на мелкоступенчатой односкатной круглой стропильной крыше. Церковь покрыта железом. В завершении — восьмигранная луковичная главка с крестом на невысоком трибуне. В основании чашеобразной главы — четыре слуховых окна с треугольными фронтонами, расположенными по сторонам света. Под венчающим карнизом с большим выносом проходит фрагментарно сохранившийся аркатурный поясок.
Интересный и своеобразный культовый архитектурный памятник эпохи классицизма. Внутри храм восьмистолпный. Сдвоенные каменные колонны коринфского ордера, расположенные по периметру храма, поддерживают свод. На многопрофильном карнизе под куполом сохранился поясок. На шельге купола сохранился крюк для паникадила. В простенках — фигурные филенки.

## Галерея

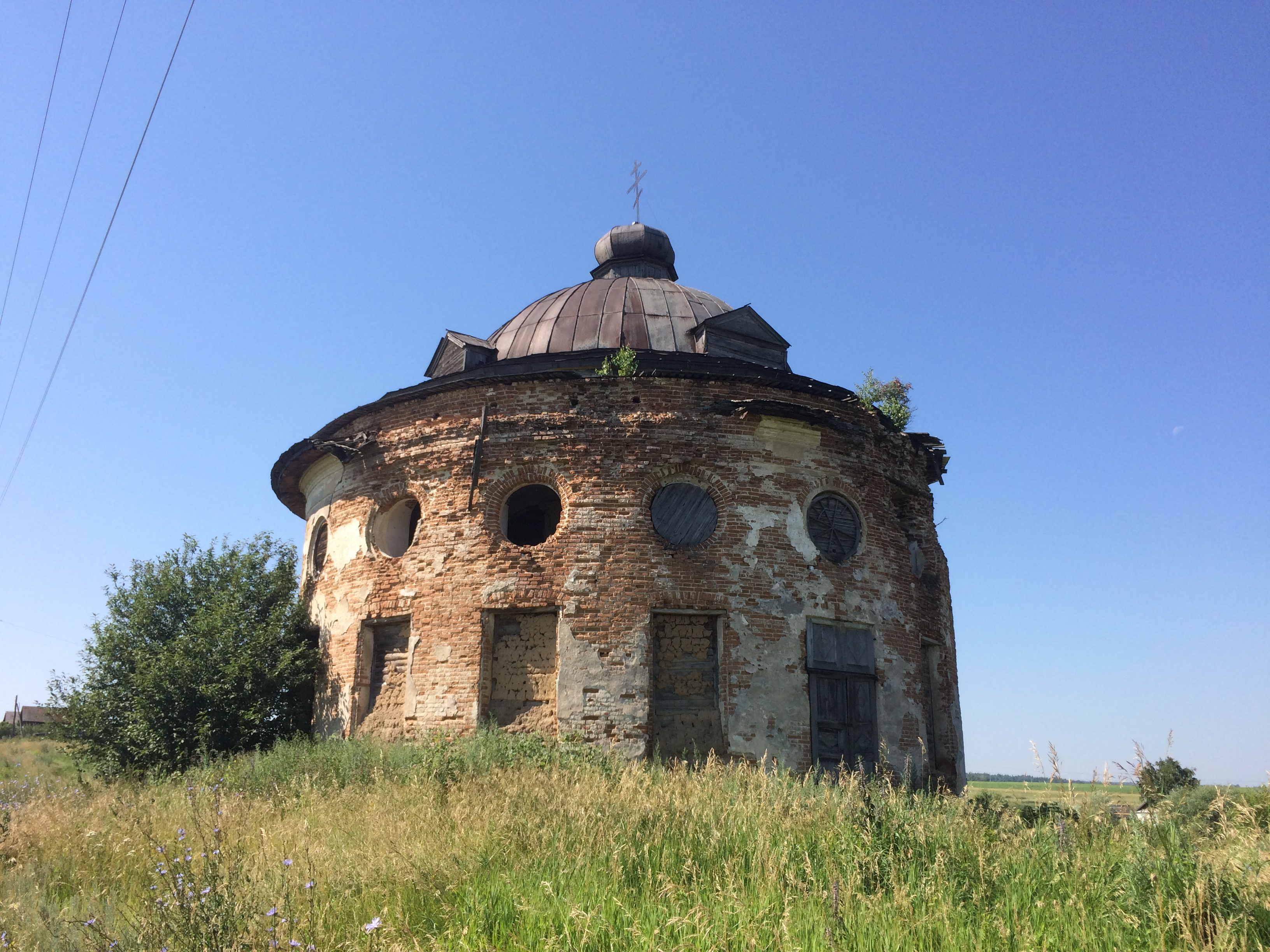
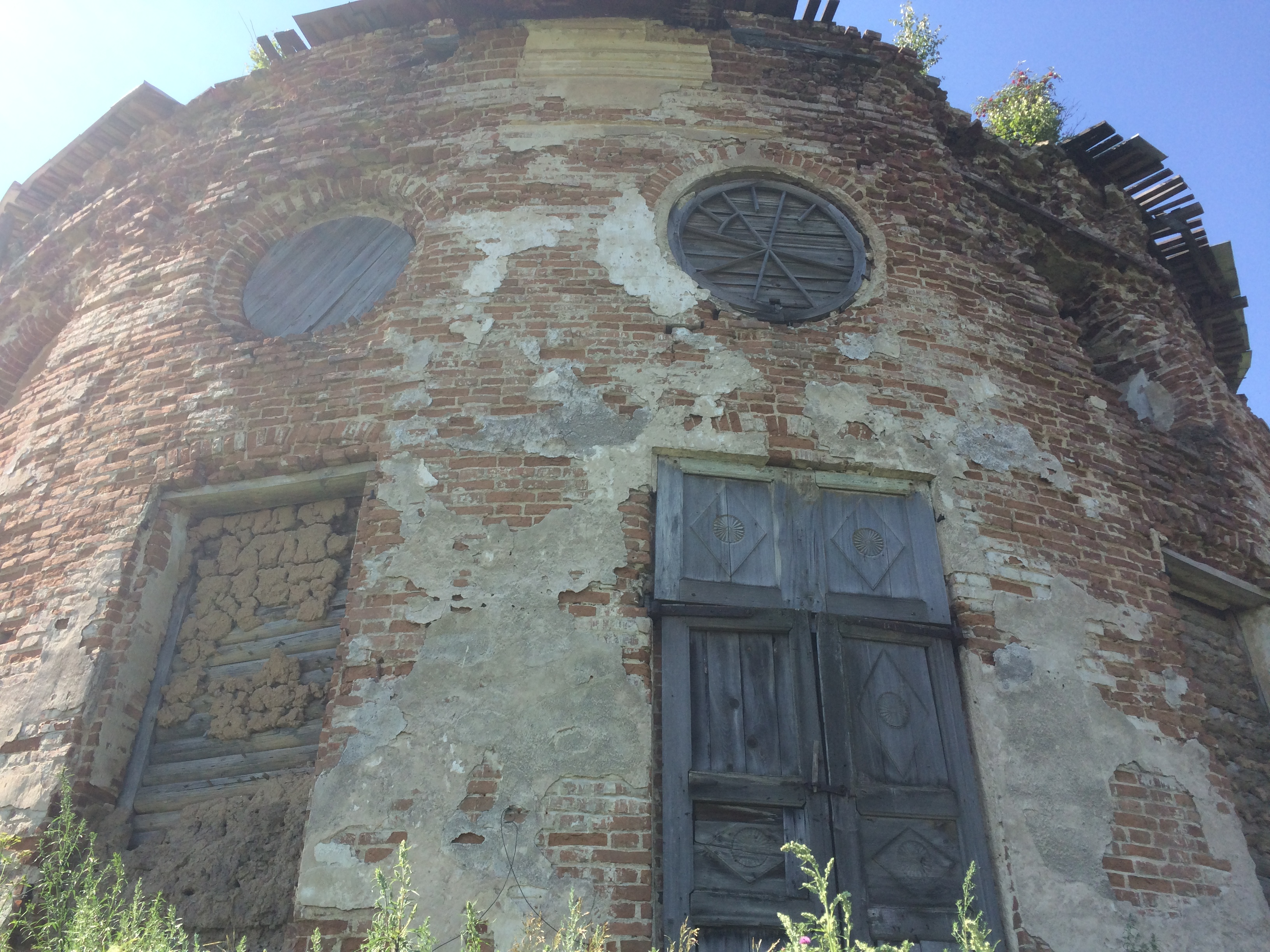
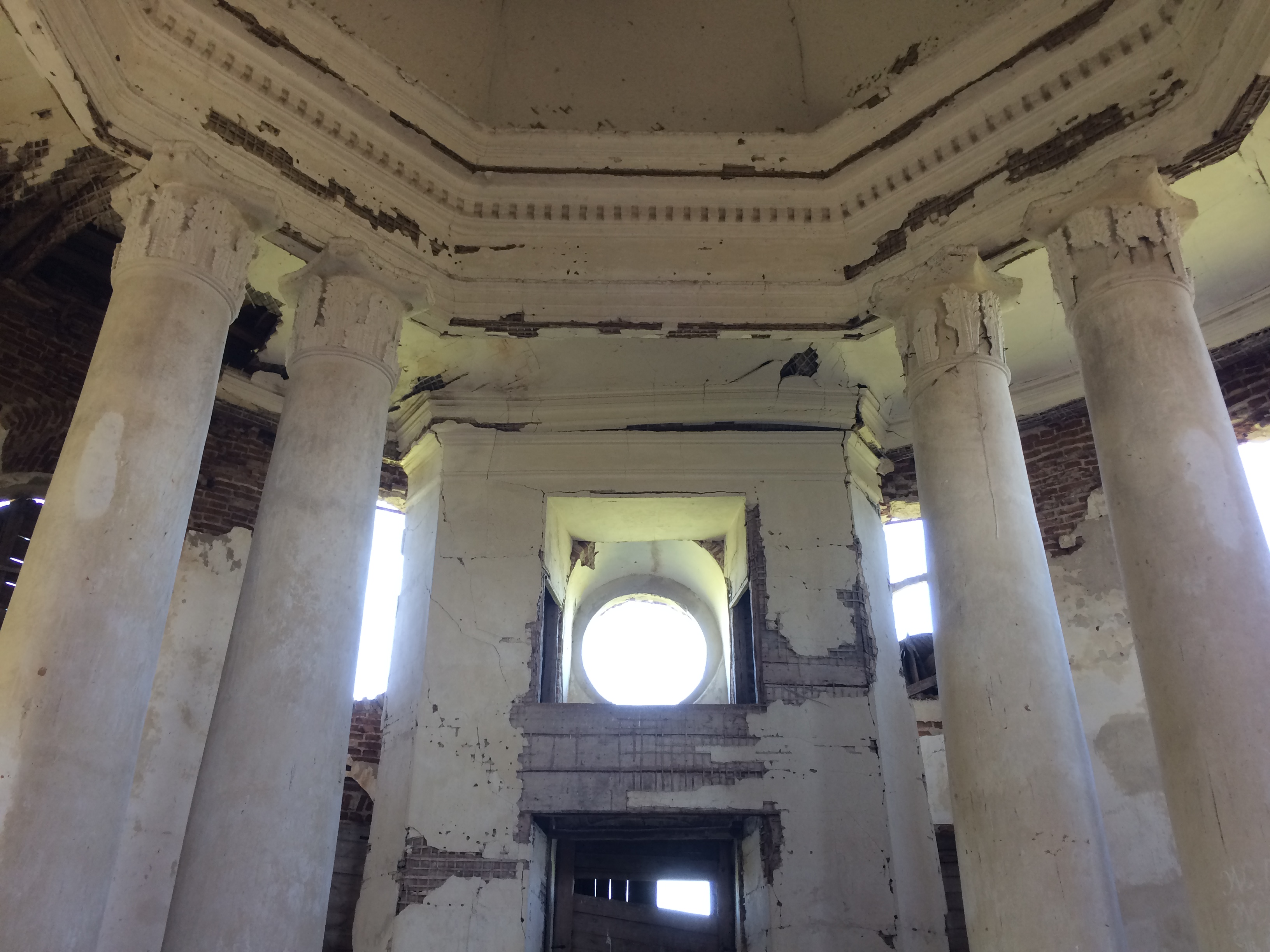
Внутри Казанская церковь.
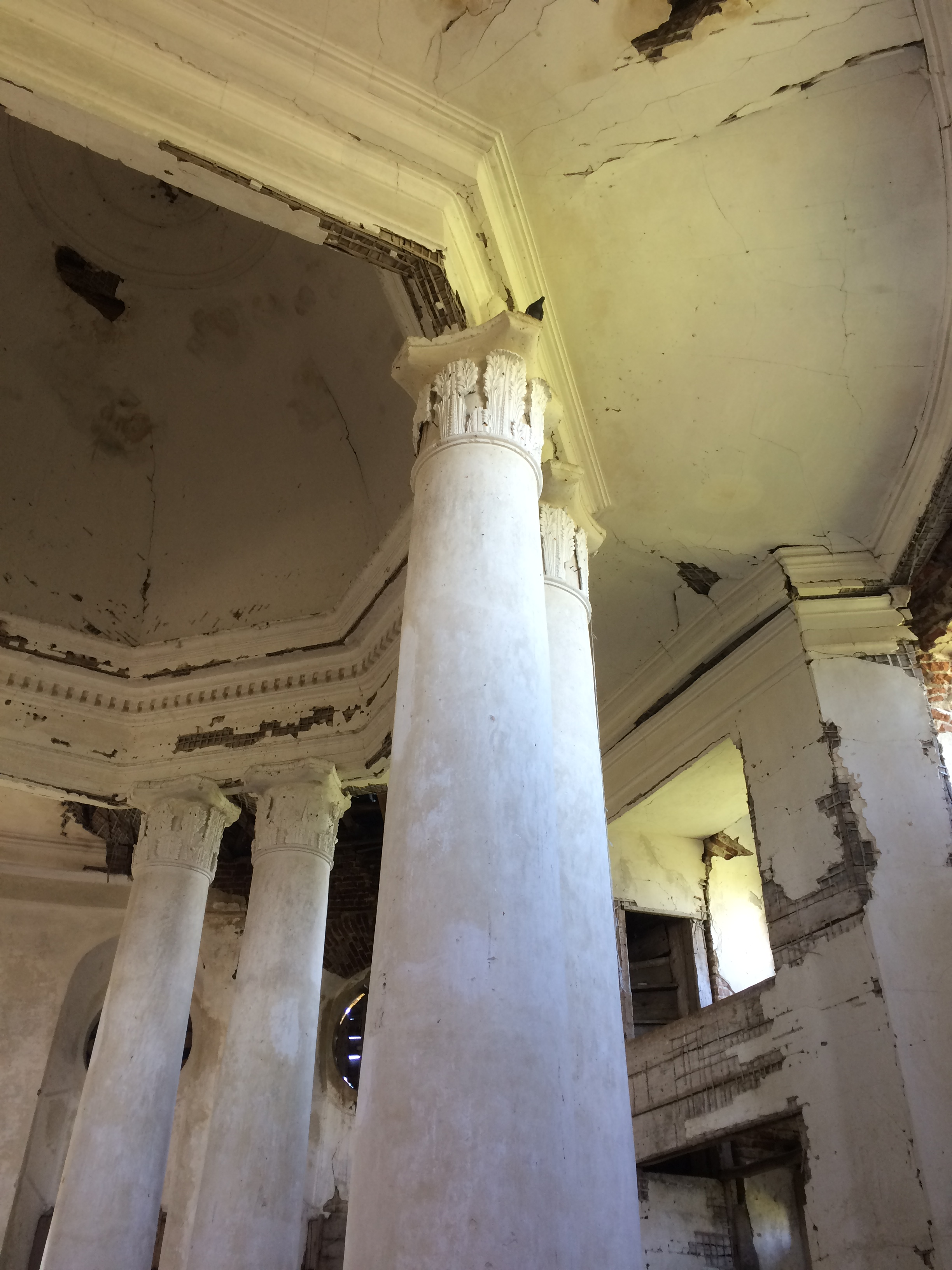
Колонны храма.
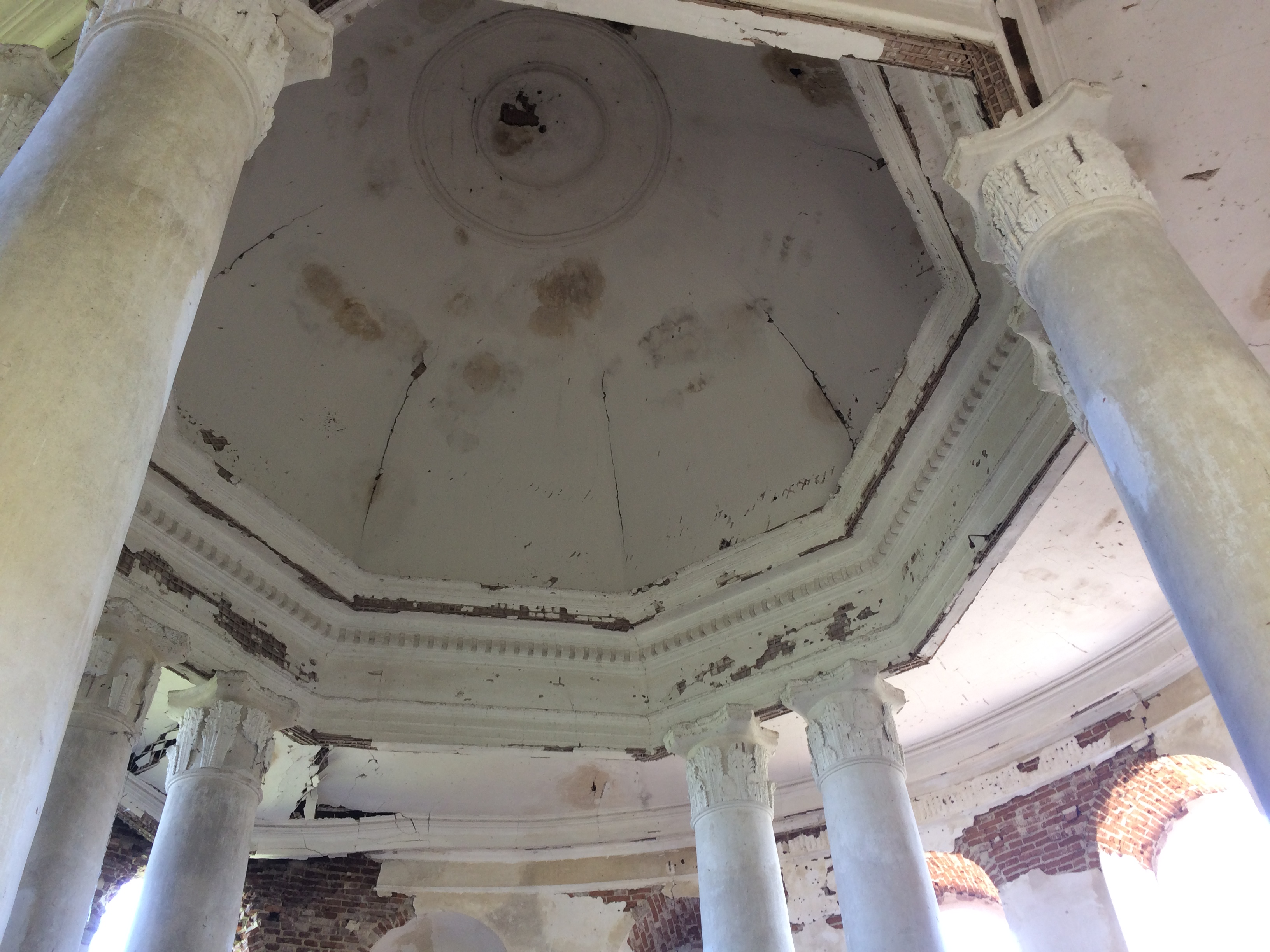
Потолок Казанской церкви.
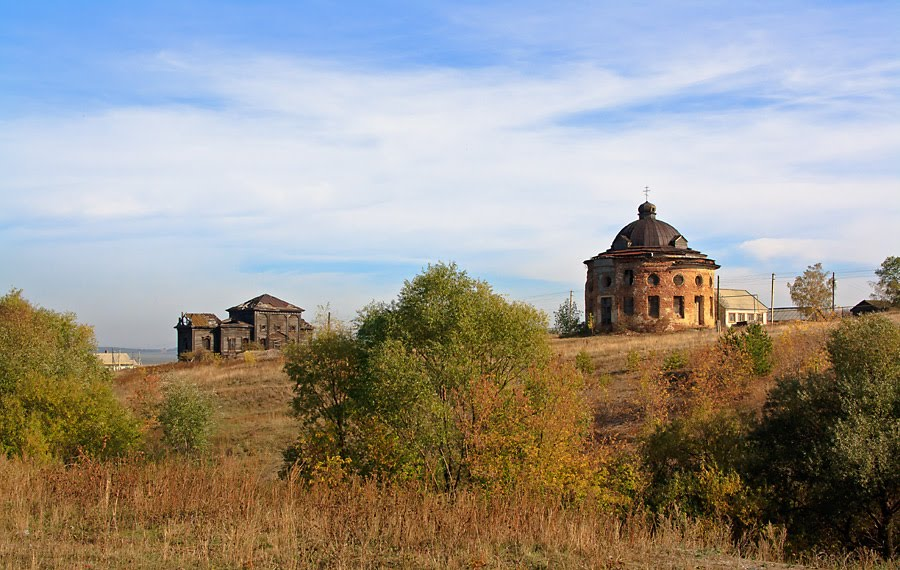
Разрушенные храмы Смолькова.